# 1948 في الولايات المتحدة
فيما يلي قوائم الأحداث التي وقعت خلال عام 1948 في الولايات المتحدة.

## أحداث
- 17 يونيو – الخطوط الجوية المتحدة الرحلة 624
- 12 مارس – خطوط نورث ويست الجوية الرحلة 4422

## سياسة

### انتهاء فترة المنصب
- 6 فبراير – دوايت أيزنهاور رئيس أركان جيش الولايات المتحدة.
- 17 أبريل – جيمس ليندسي ألموند عضو مجلس النواب الأمريكي.
- 22 أبريل – أفيريل هاريمان وزير التجارة الأمريكي.
- 11 مايو – جيمي ديفيس حاكم لويزيانا [الإنجليزية]‏.
- 30 ديسمبر – وليام برادلي أومستد عضو مجلس الشيوخ الأمريكي.

## ظهور
- 1 يناير – جوردانيرز
- 1 يناير – شيكاغو سن-تايمز
- 1 يناير – عالم كريستينا

## أفلام
من الأفلام التي صدرت هذه السنة في الولايات المتحدة:
- 1 يناير – البحث من إخراج فريد زينمان.
- 1 يناير – بيت الأفعى من إخراج أناتول ليتفاك.
- 1 يناير – جان دارك من إخراج فيكتور فليمنغ.
- 1 يناير – جوني بليندا من إخراج جان نيغلسكو.
- 1 يناير – عرض عيد الفصح من إخراج تشارلز والترز [الإنجليزية]‏.
- 1 يناير – كي لارغو من إخراج جون هيوستن.
- 24 يناير – كنز السييرا مادري من إخراج جون هيوستن.
- 3 مارس – المدينة العارية من إخراج جول داسين.
- 11 أبريل – السيد فيردو من إخراج تشارلي تشابلن.
- 9 ديسمبر – زوجة الأسقف من إخراج هنري كوستر.
- 24 ديسمبر – الوجه الأمهق من إخراج نورمان زد. ماكليود.

## كتب
من الكتب التي صدرت هذه السنة في الولايات المتحدة:
- 1 يناير – دع القلق وابدأ الحياة من تأليف ديل كارنيجي.

## مواليد

### يناير
- 1 يناير – ألان ألكورن
- 1 يناير – تشارلز جيم كامبل
- 1 يناير – داريل كاستيل سياسي أمريكي.
- 1 يناير – دوف زاخيم اقتصادي من الولايات المتحدة الأمريكية.
- 1 يناير – رشيد خالدي
- 1 يناير – روي بيتر كلارك
- 1 يناير – كارين نيلسون مور قاضي أمريكي.
- 2 يناير – جوديث ميلر
- 8 يناير – غريغ هوارد لاعب كرة سلة من الولايات المتحدة الأمريكية.
- 10 يناير – بياتريس كولن
- 14 يناير – كارل ويذرز
- 15 يناير – روني فان زانت
- 16 يناير – جون كاربنتر مخرج ومنتج أمريكي.
- 18 يناير – إم سي غيني ممثل أمريكي.
- 22 يناير – نورثرن كالواي ممثل أمريكي.
- 24 يناير – إليوت أبرامز محامي من الولايات المتحدة الأمريكية.
- 25 يناير – رالف أوغدن لاعب كرة سلة أمريكي.

### فبراير
- 1 فبراير – جورج إيرفين
- 2 فبراير – أنخيل إيسبادا ملاكم من الولايات المتحدة الأمريكية.
- 4 فبراير – أليس كوبر
- 5 فبراير – باربرا هيرشي ممثلة أمريكية.
- 5 فبراير – فريد تايلور لاعب كرة سلة أمريكي.
- 5 فبراير – كريستوفر غيست سياسي أمريكي.
- 11 فبراير – سوزان برنار
- 12 فبراير – ريموند كرزويل
- 14 فبراير – بات أوبراين صحفي أمريكي.
- 15 فبراير – تينو إنسانا ممثل أمريكي.
- 18 فبراير – فرانسينا شابيرو
- 18 فبراير – مارف وينكلر لاعب كرة سلة أمريكي.
- 19 فبراير – بايرون كي يشتنبرغ رائد فضاء أمريكي.
- 19 فبراير – بيغ جون ستود
- 22 فبراير – جوزيف كورتيزي ممثل أمريكي.
- 22 فبراير – دينيس أوتري لاعب كرة سلة من الولايات المتحدة الأمريكية.
- 28 فبراير – باتريك شي محامي أمريكي.
- 28 فبراير – بيرناديت بيترس
- 28 فبراير – ستيفن تشو سياسي أمريكي.
- 28 فبراير – ميرسيدس رويل ممثلة أمريكية.
- 29 فبراير – كين فوري ممثل أمريكي.

### مارس
- 3 مارس – ريد هوندت
- 4 مارس – جيمس إلروي
- 5 مارس – أنيت تشارلز ممثلة أمريكية.
- 10 مارس – أوستن كار لاعب كرة سلة أمريكي.
- 11 مارس – جيم مكميليان لاعب كرة سلة أمريكي.
- 12 مارس – جيمس تايلور
- 12 مارس – ساندرا براون
- 12 مارس – كينت كونراد سياسي أمريكي.
- 14 مارس – بيلي كريستال ممثل أمريكي.
- 17 مارس – ويليام جيبسون
- 20 مارس – جون دي لانسي
- 25 مارس – بوني بيديليا ممثلة أمريكية.
- 26 مارس – ستيفن تيلور
- 28 مارس – بيت كروس لاعب كرة سلة أمريكي.
- 28 مارس – ديان ويست ممثلة أمريكية.
- 28 مارس – سام لاسي لاعب كرة سلة أمريكي.
- 29 مارس – باد كورت
- 31 مارس – آل جور سياسي أمريكي.
- 31 مارس – إدوارد لاكمان مصور سينمائي أمريكي.

### أبريل
- 2 أبريل – جيم مكدانيلز لاعب كرة سلة أمريكي.
- 8 أبريل – لاري ميكان لاعب كرة سلة أمريكي.
- 13 أبريل – مايكل مارتن هامر
- 15 أبريل – مايكل كامن موسيقي أمريكي.
- 17 أبريل – جيف بيتري لاعب كرة سلة أمريكي.
- 18 أبريل – سيد كاتليت لاعب كرة سلة أمريكي.
- 19 أبريل – ريك ميلر لاعب كرة قاعدة من الولايات المتحدة الأمريكية.
- 24 أبريل – بول سيلوتشى سياسي من الولايات المتحدة.
- 25 أبريل – غرادي أومالي لاعب كرة سلة أمريكي.
- 27 أبريل – فرانك أباغنيل
- 30 أبريل – روبرت تارجان

### مايو
- 1 مايو – باتريشيا هيل كولينز
- 3 مايو – غار هيرد
- 3 مايو – لاري براندنبورغ ممثل أمريكي.
- 4 مايو – أيوجين مايكل جونز
- 4 مايو – جون هامر لاعب كرة سلة أمريكي.
- 7 مايو – سوزان اتكينز مجرمة من الولايات المتحدة الأمريكية.
- 7 مايو – ماثيو ديفيس ممثل أمريكي.
- 7 مايو – ماريان ألدا
- 9 مايو – كالفن ميرفي لاعب كرة سلة أمريكي.
- 12 مايو – دايف هاينمان سياسي أمريكي.
- 12 مايو – ريتشارد ريلي ممثل أمريكي.
- 13 مايو – دين ميمينجير
- 15 مايو – كاثلين سيبيليوس سياسية أمريكية.
- 23 مايو – ويليام إتش بريس
- 26 مايو – ستيفي نيكس

### يونيو
- 1 يونيو – بات كلوز
- 1 يونيو – باورز بوث ممثل أمريكي.
- 1 يونيو – مايك سميث سياسي أمريكي.
- 7 يونيو – بيل زوبف لاعب كرة سلة أمريكي.
- 7 يونيو – جيم والتون
- 15 يونيو – دونالد سي ونتر سياسي أمريكي.
- 15 يونيو – هيرب وايت لاعب كرة سلة أمريكي.
- 21 يونيو – غريغ هيدر لاعب كرة سلة أمريكي.
- 23 يونيو – كلارنس توماس
- 24 يونيو – ستيف باترسون
- 28 يونيو – كاثي بيتس

### يوليو
- 5 يوليو – جو هاميلتون لاعب كرة سلة من الولايات المتحدة الأمريكية.
- 5 يوليو – جولي نيكسون ايزنهاور
- 5 يوليو – هنري بيكون لاعب كرة سلة أمريكي.
- 5 يوليو – وليام هوتكينس
- 6 يوليو – بوب رايلي لاعب كرة سلة من الولايات المتحدة الأمريكية.
- 6 يوليو – جيف ويب لاعب كرة سلة أمريكي.
- 7 يوليو – كاثي ريكس كاتب أمريكي.
- 8 يوليو – ديف سورنسون لاعب كرة سلة من الولايات المتحدة الأمريكية.
- 9 يوليو – راي بيكر ممثل أمريكي.
- 11 يوليو – جورج تراب لاعب كرة سلة أمريكي.
- 12 يوليو – جاي توماس
- 12 يوليو – ريتشارد سيمونز
- 14 يوليو – كينيث ميلر
- 23 يوليو – كوبي ديتريك لاعب كرة سلة أمريكي.
- 24 يوليو – وارين بلانك
- 25 يوليو – غاري فريمان لاعب كرة سلة أمريكي.
- 27 يوليو – بيجي فليمنج متزلجة فنية من الولايات المتحدة الأمريكية.
- 29 يوليو – نيل والك لاعب كرة سلة من الولايات المتحدة الأمريكية.
- 30 يوليو – بيلي باولتز لاعب كرة سلة من الولايات المتحدة الأمريكية.
- 30 يوليو – جيمس ه بيرنلي الرابع سياسي أمريكي.

### أغسطس
- 2 أغسطس – دينيس براجر
- 5 أغسطس – أفريم زوروف مؤرخ أمريكي.
- 5 أغسطس – لاري إلمور فنان أمريكي.
- 6 أغسطس – مايكل بيترز مصمم رقص من الولايات المتحدة الأمريكية.
- 7 أغسطس – فريد براون لاعب كرة سلة أمريكي.
- 9 أغسطس – وليام دالي سياسي أمريكي.
- 12 أغسطس – كورنيل وارنر لاعب كرة سلة أمريكي.
- 13 أغسطس – كاثلين باتل
- 16 أغسطس – بول ستوفال لاعب كرة سلة أمريكي.
- 17 أغسطس – إدوارد لازير عالم اقتصاد أمريكي.
- 26 أغسطس – هارفي مارلات لاعب كرة سلة أمريكي.
- 27 أغسطس – سارجنت سلوتر مصارع محترف من الولايات المتحدة الأمريكية.
- 28 أغسطس – باربرا بودين دبلوماسية من الولايات المتحدة الأمريكية.
- 28 أغسطس – كارول بارتز مديرة من الولايات المتحدة الأمريكية.
- 29 أغسطس – تشارلز دي ووكر رائد فضاء أمريكي.
- 29 أغسطس – روبرت لانجر
- 30 أغسطس – لويس بلاك
- 31 أغسطس – هوارد بورتر لاعب كرة سلة أمريكي.

### سبتمبر
- 2 سبتمبر – نيت أرشيبالد لاعب كرة سلة أمريكي.
- 4 سبتمبر – مايكل بيريمان ممثل أمريكي.
- 8 سبتمبر – لين آبي كاتب أمريكي.
- 9 سبتمبر – باميلا ميلر
- 10 سبتمبر – بوب لانير
- 11 سبتمبر – فيليب ألفورد ممثل أمريكي.
- 11 سبتمبر – مايك برايس لاعب كرة سلة أمريكي.
- 12 سبتمبر – كينيث ديفيس لاعب كرة سلة من الولايات المتحدة الأمريكية.
- 13 سبتمبر – كاثلين لويد ممثلة أمريكية.
- 13 سبتمبر – كلايد كوساتسو
- 13 سبتمبر – كورتيس بيري لاعب كرة سلة أمريكي.
- 16 سبتمبر – روزماري كاسالس لاعبة كرة مضرب من الولايات المتحدة.
- 17 سبتمبر – جيمس ه مالوني سياسي أمريكي.
- 18 سبتمبر – نانسي روجرز محامية أمريكية.
- 19 سبتمبر – جيم أرد لاعب كرة سلة من الولايات المتحدة الأمريكية.
- 20 سبتمبر – جورج ر. ر. مارتن
- 22 سبتمبر – نفتالي ريفيرا
- 24 سبتمبر – غوردون كلاب ممثل أمريكي.
- 29 سبتمبر – جون م. ماكهيو سياسي من الولايات المتحدة الأمريكية.
- 29 سبتمبر – فيك بارتولومي لاعب كرة سلة من الولايات المتحدة الأمريكية.

### أكتوبر
- 2 أكتوبر – أفري بروكس
- 2 أكتوبر – دونا كاران مصممة من الولايات المتحدة الأمريكية.
- 3 أكتوبر – إدي ماست لاعب كرة سلة أمريكي.
- 3 أكتوبر – جون فاليلي لاعب كرة سلة أمريكي.
- 3 أكتوبر – دانيال فريدان فيزيائي أمريكي.
- 4 أكتوبر – ليندا مكمان
- 8 أكتوبر – جيمس هاربر ممثل أمريكي.
- 11 أكتوبر – راي مابوس دبلوماسي أمريكي.
- 12 أكتوبر – جون إنجلر سياسي أمريكي.
- 15 أكتوبر – بول رافنر لاعب كرة سلة من الولايات المتحدة الأمريكية.
- 15 أكتوبر – راش دي هولت الابن سياسي أمريكي.
- 16 أكتوبر – جاري ميلر سياسي أمريكي.
- 17 أكتوبر – جيمس أوليفر ريجني كاتب أمريكي.
- 20 أكتوبر – برايان د. براون ضابط من الولايات المتحدة الأمريكية.
- 21 أكتوبر – توم إيفرت ممثل أمريكي.
- 22 أكتوبر – كريستوفر كاري ممثل أمريكي.
- 25 أكتوبر – دان إيسل
- 25 أكتوبر – ديف كونز
- 27 أكتوبر – ريموند دالماو لاعب كرة سلة بورتوريكي.
- 29 أكتوبر – كيت جاكسون ممثلة أمريكية.

### نوفمبر
- 5 نوفمبر – بوب بار سياسي أمريكي.
- 5 نوفمبر – ويليام فيليبس
- 6 نوفمبر – غلين فراي موسيقي أمريكي.
- 8 نوفمبر – ديل غاردنر رائد فضاء أمريكي.
- 8 نوفمبر – واين لابيار كاتب أمريكي.
- 9 نوفمبر – شارون ستاودر سبّاحة من الولايات المتحدة الأمريكية.
- 11 نوفمبر – سوزانا كايسن كاتب أمريكي.
- 12 نوفمبر – جون جي هيبورن، أيداهو الثاني
- 14 نوفمبر – روبرت جينتي ممثل ومخرج أمريكي.
- 15 نوفمبر – بوب بيكيل صحفي من الولايات المتحدة الأمريكية.
- 15 نوفمبر – مندو راموس ملاكم من الولايات المتحدة الأمريكية.
- 16 نوفمبر – تيموثي ج. كيتينغ ضابط من الولايات المتحدة الأمريكية.
- 16 نوفمبر – جيمي يونغ ملاكم من الولايات المتحدة الأمريكية.
- 17 نوفمبر – هوارد دين سياسي أمريكي.
- 20 نوفمبر – جون بولتون سياسي أمريكي.
- 20 نوفمبر – ريتشارد ماسور ممثل أمريكي.
- 23 نوفمبر – يونغ بوزر سياسي من الولايات المتحدة الأمريكية.
- 24 نوفمبر – جو هوارد ممثل أمريكي.
- 24 نوفمبر – رودي توميانوفيتش
- 26 نوفمبر – دنيس روس دبلوماسي أمريكي.
- 28 نوفمبر – آلان لايتمان
- 28 نوفمبر – مونا جرانت لاعبة كرة مضرب أمريكية.
- 30 نوفمبر – لاري بيشوب ممثل أمريكي.

### ديسمبر
- 4 ديسمبر – ماري بيترز سياسية من الولايات المتحدة الأمريكية.
- 5 ديسمبر – تشارلي يلفرتون لاعب كرة سلة أمريكي.
- 8 ديسمبر – كين دوريت لاعب كرة سلة أمريكي.
- 12 ديسمبر – باتريك وولش سياسي أمريكي.
- 12 ديسمبر – راندي سميث لاعب كرة سلة أمريكي.
- 14 ديسمبر – دي ويلياس ستون ممثلة أمريكية.
- 15 ديسمبر – شارلي سكوت لاعب كرة سلة من الولايات المتحدة الأمريكية.
- 16 ديسمبر – بات كوين محامي من الولايات المتحدة الأمريكية.
- 18 ديسمبر – إدموند كيمبر
- 18 ديسمبر – جورج تي جونسون لاعب كرة سلة من الولايات المتحدة الأمريكية.
- 20 ديسمبر – ديك جيبس لاعب كرة سلة أمريكي.
- 21 ديسمبر – باري جوردن سياسي أمريكي.
- 21 ديسمبر – صامويل جاكسون
- 24 ديسمبر – مو لايتون لاعب كرة سلة من الولايات المتحدة الأمريكية.
- 30 ديسمبر – راندي شيكمان
- 31 ديسمبر – جو داليساندرو
- 31 ديسمبر – دونا سمر

## وفيات

### يناير
- 1 يناير – سينروك ماري (مواليد 1870) سيدة أعمال من الولايات المتحدة الأمريكية.
- 1 يناير – مايو إيموري (مواليد 1885) ممثلة أمريكية.
- 4 يناير – جيسي هارلان لينكولن (مواليد 1875)
- 5 يناير – ماري ديميك هاريسون (مواليد 1858) الزوجة الثانية للرئيس الأمريكي ال23 بنجامين هاريسون.
- 15 يناير – جوزيف دانييل (مواليد 1862) دبلوماسي أمريكي.
- 26 يناير – جون لوماكس (مواليد 1867) موسيقي أمريكي.

### فبراير
- 8 فبراير – صموئيل بي بوش (مواليد 1863) رجل أعمال من الولايات المتحدة الأمريكية.
- 8 فبراير – فرانك كلاوس (مواليد 1887) ملاكم من الولايات المتحدة الأمريكية.
- 10 فبراير – فرانك براونلي (مواليد 1874)
- 20 فبراير – روبرت ب. لامونت (مواليد 1867) سياسي أمريكي.

### مارس
- 3 مارس – توماس مودي (مواليد 1878) سياسي أمريكي.
- 10 مارس – زيلدا فتزجيرالد (مواليد 1900)
- 23 مارس – إدي تشاندلر (مواليد 1894) ممثل من الولايات المتحدة الأمريكية.
- 25 مارس – وارن هيمر (مواليد 1906) ممثل من الولايات المتحدة الأمريكية.

### مايو
- 1 يناير – مايو إيموري (مواليد 1885) ممثلة أمريكية.
- 15 مايو – جيمس إدوارد ويست (مواليد 1876)

### يونيو
- 5 يونيو – إرنست ميريت (مواليد 1848) فيزيائي أمريكي.
- 10 يونيو – ميكي ماركوس (مواليد 1901) عسكري من الولايات المتحدة الأمريكية.
- 14 يونيو – جرترود أثرتون (مواليد 1858)
- 21 يونيو – أليس براون (مواليد 1856)
- 25 يونيو – هاري أيه ميليس (مواليد 1873) عالم اقتصاد أمريكي.

### يوليو
- 5 يوليو – واد ه. إليس (مواليد 1866) محامي من الولايات المتحدة الأمريكية.
- 9 يوليو – جيمس باسكيت (مواليد 1904)
- 11 يوليو – كينغ باغوت (مواليد 1879) لاعب كرة قدم أمريكي.
- 15 يوليو – جون بيرشنغ (مواليد 1860) سياسي أمريكي.
- 23 يوليو – ديفيد غريفيث (مواليد 1875) مخرج ومنتج أفلام أمريكي.
- 28 يوليو – فريدريك بريستون كون (مواليد 1871) سياسي أمريكي.
- 30 يوليو – صفنبعل بريكنريدج (مواليد 1866)

### أغسطس
- 2 أغسطس – سيث هوفمان (مواليد 1895) فنان أمريكي.
- 3 أغسطس – تومي ريان (مواليد 1870) ملاكم من الولايات المتحدة الأمريكية.
- 16 أغسطس – بيب روث (مواليد 1895) لاعب بيسبول أمريكي.
- 16 أغسطس – هاري ديكستر وايت (مواليد 1892) اقتصادي من الولايات المتحدة الأمريكية.
- 26 أغسطس – جورج أندرسون (مواليد 1886)
- 27 أغسطس – تشارلز إيفانز هيوز (مواليد 1862) قاضي أمريكي.

### سبتمبر
- 1 سبتمبر – فرانك هول كرين (مواليد 1873) ممثل أمريكي.
- 5 سبتمبر – ريتشارد تولمان (مواليد 1881) فيزيائي أمريكي.
- 16 سبتمبر – آرثر دانيال هيلي (مواليد 1889) سياسي أمريكي.
- 16 سبتمبر – بحيرة افريت، إلاي (مواليد 1871) سياسي من الولايات المتحدة الأمريكية.
- 17 سبتمبر – روث بندكت (مواليد 1887) عالمة بعلوم الإنسان من الولايات المتحدة الأمريكية.
- 30 سبتمبر – إديث روزفلت (مواليد 1861) سياسية من الولايات المتحدة الأمريكية.

### أكتوبر
- 7 أكتوبر – إدغار ليونارد (مواليد 1881) لاعب كرة مضرب من الولايات المتحدة.
- 13 أكتوبر – سامويل إس هيندس (مواليد 1875) ممثل من الولايات المتحدة الأمريكية.
- 30 أكتوبر – وليام بورريس (مواليد 1867) ممثل أمريكي.

### نوفمبر
- 9 نوفمبر – إدغار كينيدي (مواليد 1890)
- 24 نوفمبر – آنا جارفيس (مواليد 1864)
- 25 نوفمبر – تشارلز براون (مواليد 1887) ممثل أمريكي.

### ديسمبر
- 4 ديسمبر – فرانك بنفورد (مواليد 1883) فيزيائي أمريكي.
- 6 ديسمبر – ماتي ماثيوز (مواليد 1873) ملاكم من الولايات المتحدة الأمريكية.